# Baishazhou
Baishazhou är en köping i Kina. Den ligger i provinsen Jiangxi, i den sydöstra delen av landet, omkring 89 kilometer nordost om provinshuvudstaden Nanchang. Antalet invånare är 7 258. Befolkningen består av 3 547 kvinnor och 3 711 män. Barn under 15 år utgör 23,0 %, vuxna 15-64 år 67 %, och äldre över 65 år 8,0 %.
Runt Baishazhou är det ganska tätbefolkat, med 248 invånare per kvadratkilometer. Närmaste större samhälle är Shuanggang, 9,5 km söder om Baishazhou. 
Genomsnittlig årsnederbörd är 2 232 millimeter. Den regnigaste månaden är juni, med i genomsnitt 350 mm nederbörd, och den torraste är oktober, med 55 mm nederbörd.